# 성범죄자 취업제한 제도
성범죄자 취업제한 제도는 성범죄자의 취업을 제한하는 제도로, 대한민국에서는 2006년 6월 30일에 도입되었고 아동 및 청소년이 주로 생활하는 시설 등에서 최장 10년간 성범죄자의 취업을 제한하고 있지만, 아동학대 범죄와 마찬가지로, 취업제한 대상기관에서 누구든지 아동 및 청소년 대상 성범죄의 발생 사실을 알게 된 경우, 반드시 수사기관에 즉각적으로 신고해야 한다.

## 취업제한 대상
취업제한 대상은 아동 및 청소년 대상 성범죄자 및 성인대상 성범죄자이다.(단, 성인대상 성범죄는 2010년 4월 15일 이후 최초로 성범죄를 범하여 형이 확정된 자부터 적용)

## 취업제한 기간
형이 확정된 날로부터 최장 10년간 아동 및 청소년이 활동하는 시설 등의 운영 또는 취업을 제한하므로, 범죄의 경중과 재범 위험성에 따라, 취업제한 기간을 차등화하여, 재범 위험성이 현저히 낮은 경우, 취업 제한 예외 대상으로 분류된다(아동·청소년의 성보호에 관한 법률 제56조에 근거).

## 취업제한 대상기관
- 유치원, 학교, 「학원의 설립·운영 및 과외교습에 관한 법률」 제2조에 따른 학원, 교습소 및 개인과외교습자 (아동·청소년을 대상으로 하는 학원과 교습소 및 개인과외교습자만을 말함)
- 「청소년보호법」 제46조, 제46조의2에 따른 청소년상담 및 긴급구조 등의 기관과 청소년지원 등의 기관
- 「청소년보호법」 제33조의2의 청소년보호센터와 청소년재활센터
- 「청소년활동진흥법」 제2조제2호의 청소년활동시설
- 「청소년복지지원법」 제14조의 청소년쉼터
- 「영유아보육법」 제10조의 보육시설
- 「아동복지법」 제2조제5호의 아동복지시설
- 「성매매방지 및 피해자보호 등에 관한 법률」 제5조제1항제2호 및 제10조에 따른 청소년지원시설과 성매매피해상담소
- 「주택법」 제2조제2호의 공동주택의 관리사무소 및 경비업 법인(다만, 경비업무에 종사하는 자에 한함)
- 「체육시설의 설치·이용에 관한 법률」에 따라 설립된 체육시설 중 아동·청소년을 대상으로 하는 체육시설
- 의료 기관(의료인에 한함) 및 가정 방문형 학습지 교사
- 게임 시설 제공 업소 및 청소년실을 갖춘 노래 연습장
- 청소년 활동 기획 업소 및 대중 문화 예술 기획 업소
- 「경비업법」 제10조 제 1항 제 5호, 7호
- 「장애인 등에 대한 특수교육법」 제11조의 특수교육지원센터 및 같은 법 제28조에 따라 특수교육 관련서비스를 제공하는 기관ㆍ단체
- 「지방자치법」 제144조에 따른 공공시설 중 아동ㆍ청소년이 이용하는 시설로서 행정안전부장관이 지정하는 공공시설
- 「지방교육자치에 관한 법률」 제32조에 따른 교육기관 중 아동ㆍ청소년을 대상으로 하는 교육기관
- 「어린이 식생활안전관리 특별법」 제21조제1항의 어린이급식관리지원센터

## 위반시 제재 조치
- 성범죄 및 아동학대 경력 조회 의무 위반시 500만원 이하의 과태료 부과
- 취업자의 해임 요구를 정당한 사유 없이 불응할 경우, 1천만원 이하의 과태료 부과
- 아동 및 청소년 관련기관 운영자가 성범죄 및 아동학대 경력자로 발견 즉시 해당 기관 폐쇄 조치
- 아동 및 청소년 대상 성범죄 신고 의무 위반시 300만원 이하의 과태료 부과